# Zemljič
Zemljič je 169. najbolj pogost priimek v Sloveniji, ki ga je po podatkih Statističnega urada Republike Slovenije na dan 31. decembra 2007 uporabljalo 1.010 oseb, na dan 1. januarja 2011  pa 995 oseb ter je med vsemi priimki po pogostosti uporabe zavzel 171. mesto.
- Aleš Zemljič (*1978), teakvondist in kickboksar
- Barbara Zemljič (*1978), filmska in gledališka režiserka, scenaristka, dramatičarka
- Bojana Kovačič Zemljič (*1975), unikatna oblikovalka nakita
- Boris Zemljič (*1975), ekonomist, novinar in producent
- Borut Zemljič (*1952), veterinar, kirurg
- Branko Zemljič (1887—1961), kulturni delavec, šolnik, planinec, pevec, igralec, humorist...
- Eva Zemljič, plavalka
- Franc Zemljič, vojaška oseba
- Gregor Zemljič (*1973), elektronski glasbenik, DJ in producent ("Random logic")
- Igor Zemljič, bibliotekar INZ
- Ivan Zemljič (1876-1918?), gradbenik
- Ivan Zemljič (1920-2003), partizanski tiskar
- Jožef Zemljič, pisatelj
- Karin Zemljič (*1989), pevka zabavnoglasbenih žanrov
- Lidija Fras Zemljič, tekstilna tehnologinja, prof. UM
- Marijan Zemljič (1925—2013), gozdar, hudourničar
- Matej Zemljič (*1995), igralec
- Matija Zemljič (1873—1934), duhovnik, pesnik in prevajalec
- Milica Šumak - Zemljič (1927—2019), atletinja tekačica, športna pedagoginja
- Milivoj Zemljič (1931—2015), režiser, amaterski gledališčnik
- Mirko Zemljič (*1944), duhovnik
- Pia Zemljič (*1975), gledališka in filmska igralka
- Sinja Zemljič Golob (*1948), etnologinja, bibliotekarka
- Tadej Zemljič, veterinar - oftalmolog
- Tatjana Vaupotič Zemljič, amaterska gledališčnica, režiserka
- Vlasto Zemljič (1919—1997), gradbenik, prometni strokovnjak, univ. profesor
- Zvonko Zemljič (?—1972), veterinar, Maistrov borec
- Konrad Zemljič (1912-1944), partizan, borec XIV. divizije SLONOV
- Konrad Zemljič (*1959), veteran ZVVS, ZSČ, amaterski družbeni soustvarjalec